# Układ grupowy Kell
Układ grupowy Kell – jeden z układów grup krwi wyróżnianych u człowieka. Układ ten składa się z 28 antygenów kodowanych przez geny zlokalizowane na chromosomie 7. Symbol tego układu to KEL, a numer nadany przez Międzynarodowe Towarzystwo Przetaczania Krwi to 006.

## Antygeny
Antygeny układu Kell znajdują się na glikoproteinie kodowanej przez gen KEL, który jest zlokalizowany na ramieniu długim chromosomu 7 (locus: 7q33). Jest to białko transbłonowe, które posiada krótką domenę N-końcową na wewnętrznej błonie erytrocytu i długą domenę C-końcową na zewnętrznej błonie erytrocytu. Antygeny te nie są spotykane na innych komórkach krwi, aczkolwiek występują na komórkach wielu innych tkanek, np. śledziony, mózgu, tkance mięśniowej i w nabłonku plemnikotwórczym (na komórkach Sertoliego). Białko to cechuje się aktywnością katalityczną endopeptydazy cynkowej. Aktywuje m.in. endotelinę 3, która z kolei silnie kurczy naczynia krwionośne. Istnieją liczne mutacje punktowe w genie KEL, które utrwalają się w populacji, stąd też tak duża ilość (28) różnorodnych antygenów kodowanych u różnych ludzi przez to samo locus.
Do prawidłowej ekspresji antygenów układu Kell niezbędna jest obecność glikoproteiny Kx, która jest kodowana przez gen Xk zlokalizowany na chromosomie X. Stąd też, w przypadku braku bądź nieprawidłowej funkcji genu Xk, może dojść do choroby genetycznej sprzężonej z chromosomem X, nazywanej zespołem McLeoda (ang. McLeod syndrome).

## Dziedziczenie
W podręcznikach zazwyczaj wyróżnia się 2 warianty alleli związanych z układem Kell, są to K i k, które symbolizują warianty genu KEL. Produkty tych dwu wariantów różnią się tylko jednym aminokwasem. Geny te są współdominujące. Fenotyp osób, które mają genotypy KK lub Kk określa się jako K(+), zaś osób, które mają genotyp kk, określa się jako K(-).
Ponadto badania pokazują, że gen KEL jest sprzężony z genem odpowiadającym za odczuwanie nieprzyjemnego smaku fenylotiomocznika, ponieważ geny te znajdują się obok siebie na chromosomie 7.

## Aspekt kliniczny
Antygen K charakteryzuje się dużą immunogennością, więc może być przyczyną konfliktu serologicznego między matką i dzieckiem oraz powstawania odczynów poprzetoczeniowych. Częstość alloimmunizacji antygenami należącymi do układu Kell wynosi około 1:1000 ciąż.

## Częstość występowania
| Koreańczycy                                        | Lee, wcześniejsze badania | 52  | 1  | 1.92 | 51  | 98.08  |
| Koreańczycy                                        | Lee, późniejsze badania   | 158 | 0  | 0.00 | 158 | 100.00 |
| Koreańczycy                                        | Lee, wszystkie badania    | 210 | 1  | 0.48 | 209 | 99.52  |
| Chińczycy                                          | Miller (1951)             | 103 | 0  | 0.00 | 103 | 100.00 |
| Anglicy                                            | Race i in. (1954)         | 797 | 69 | 8.66 | 728 | 91.34  |
|                                                    |                           |     |    |      |     |        |
| Źródło: Tablica 5, Strona 20, Samuel Y. Lee (1965) |                           |     |    |      |     |        |

Fenotyp (K+) występuje w około 10% polskiej populacji.